# Colnago

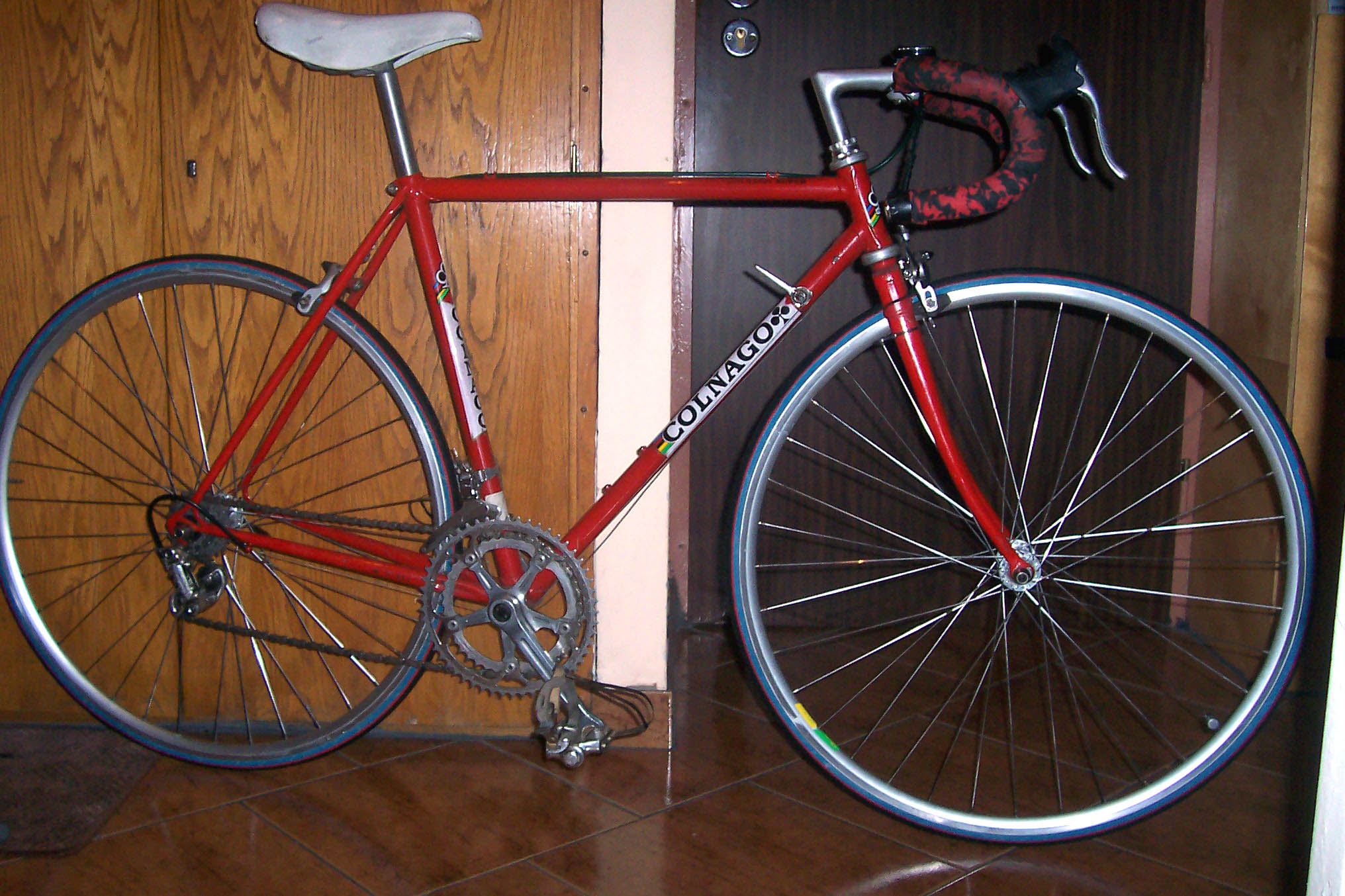
Klasyczny rower szosowy firmy Colnago

Colnago – firma włoska zajmująca się produkcją rowerów i podzespołów do nich. Założona w roku 1954 przez Ernesto Colnago w Cambiago we Włoszech. Firma specjalizuje się w produkcji ram do rowerów szosowych, wykorzystywanych przez zawodowych kolarzy (np. podczas Tour de France), a także do rowerów górskich.

## Drużyny kolarskie sponsorowane przez Colnago od 1968 roku
- 1968–1973 Molteni[1]
- 1969–1978 SCIC[1]
- 1975–1976 Zonca-Santini[1]
- 1975–1979 Kas Campagnolo[1]
- 1977 Ijsboerke-Colnago[1]
- 1977 Kanel-Colnago[1]
- 1978 Mecap-Selle Italia[1]
- 1978–1979 Miniflat-ys-vdb-Colnago[1]
- 1978 Intercontinentale[1]
- 1979 Sapa[1]
- 1979 Inoxpran[1]
- 1979 Lano-Boul d'Or[1]
- 1980 Boule d'Or Colnago Studio Casa[1]
- 1980 Gis Gelati[1]
- 1980–1981 Sunair Sport 80 Colnago[1]
- 1980 Splendor[1]
- 1981 Gis Campagnolo[1]
- 1981–1983 Boule d'Or Colnago Studio Casa[1]
- 1982–1988 Del Tongo Colnago[1]
- 1984 Kwantum Colnago[1]
- 1984 Safir Colnago[1]
- 1985 Kwantum Hallen[1]
- 1985 Safir van den Ven Colnago[1]
- 1985 Tonissteiner Saxon[1]
- 1986 Kwantum Sport Shop[1]
- 1986 Miko Tonissteiner Fevrier[1]
- 1986 Roland van den Ven Colnago[1]
- 1987–1988 Roland Colnago[1]
- 1987 Superconfex Kwantum Colnago[1]
- 1988–1989 Superconfex[1]
- 1988 Panasonic Isostar[1]
- 1989 Panasonic[1]
- 1989 Malvor Sidi Colnago[1]
- 1989–1990 Alfalum[1]
- 1990–1992 Buckler[1]
- 1990 La William[1]
- 1990 Diana Colnago[1]
- 1990 Clas[1]
- 1991–1993 Clas Cajatur[1]
- 1991–1993 Ariostea[1]
- 1991 Colnago Lampre Sopran[1]
- 1992 Lampre Colnago Animex[1]
- 1993–1994 Word Perfect[1]
- 1993 Lampre Polti[1]

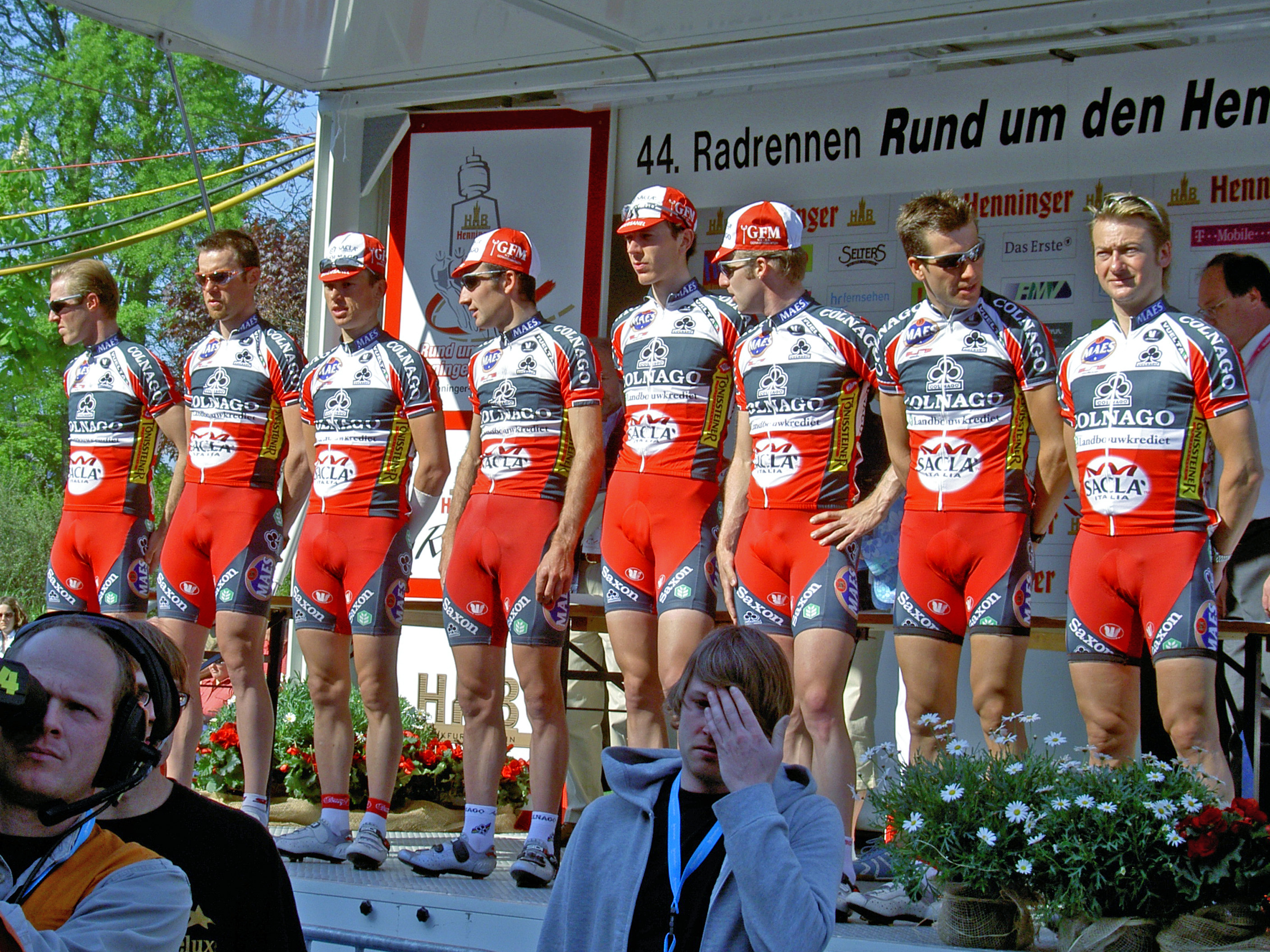
Drużyna kolarska korzystająca z osprzętu Colnago

- 1993–1999 Tonissteiner Colnago Saxon[1]
- 1994–1995 Lampre Panaria[1]
- 1994 Mapei Class[1]
- 1994 Novell Software[1]
- 1995–1997 Mapei GB[1]
- 1996 Panaria Vinavil[1]
- 1996–2007 Rabobank[1]
- 1996–1997 Casino[1]
- 1998 Mapei Bricobi[1]
- 1999–2002 Mapei Quick.Step[1]
- 1999 Lampre Daikin[1]
- 2001 Coast[1]
- 2001–2006 Landbouwkrediet Colnago[1]
- 2001–2007 Navigators[1]
- 2005–2007 Panaria Navigare[1]
- 2005 Domina Vacanze[1]
- 2005 Action[1]
- 2005 Skil Shimano[1]
- 2005–2007 Milram[1]
- 2007 Tinkoff[1]
- 2007 Landbouwkrediet-Tonissteiner
- 2008  - obecnie: Team Novo Nordisk
- 2012  - obecnie: Gazprom-RusVelo
- 2017 - obecnie:  UAE Team Emirates